# Joan Carlyle
Joan Carlyle   (Upton-by-Chester, 6 d'abril de 1931 - 5 de novembre de 2021) va ser una cantant d'òpera anglesa. Després de fer una audició per la Royal Opera House, Covent Garden, Londres, va ser contractada pel director musical Rafael Kubelík i va fer el seu debut el 1955, apareixent també sota la seva direcció a La flauta màgica el 1956.
Va esdevenir una de les principals cantants de parla anglesa que van emergir al Covent Garden dels anys 1950, esdevenint un membre estable de la Companyia d'Òpera del Covent Garden. El director Rudolf Kempe va exercir una influència potent en la seva carrera. Va ser amb ell que va tenir els seus primers èxits en la temporada 1958–59 com a Sophie en la producció de Luchino Visconti Der Rosenkavalier, i després com a Micaela a Carmen.
Amb una sèrie de distingits directors, Carlyle va cantar pertot arreu d'Europa i més enllà, fent el debut als Estats Units el març de 1963 en Un Rèquiem alemany de Brahms amb Erich Leinsdorf.
Després de la seva retirada dels escenaris, vivia a Gal·les i era professora de cant en privat. Va ensenyar a tallers i va fer classes mestres a institucions com la Royal College of Music de Londres.